# Jakob Schmid
Jakob Schmid (Traunstein, 25 luglio 1886 – 16 agosto 1964) è stato un collaborazionista nazista che lavorava come bidello all'Università Ludwig Maximilian di Monaco, dove il 18 febbraio 1943 fece arrestare i fratelli Hans e Sophie Scholl, membri del gruppo di resistenza "Rosa Bianca", mentre distribuivano nell'università opuscoli contro il regime nazista.

## Biografia

### I fratelli Scholl
Jakob Schmid lavorava dal 1926 come bidello all'università. Dal 1º novembre 1933 era membro delle SA e dal 1º maggio 1937 era iscritto al NSDAP. Intorno alle 11:15 del 18 febbraio 1943 notò che i fratelli Scholl distribuivano volantini nel cortile dell'università e li arrestò mentre stavano per lasciare l'edificio, consegnandoli entrambi al segretario della cancelleria, Albert Scheithammer. Poiché il rettore dell'università, Walther Wüst, era inizialmente assente, Schmid e Scheithammer portarono i fratelli dal consulente legale dell'università, Ernst Haeffner, che li consegnò alla polizia segreta, la Gestapo.
In seguito all'arresto dei fratelli Scholl, questi e altri membri della Rosa Bianca furono condannati a morte con processi farsa dal Tribunale del Popolo e tre di loro - Christoph Probst, Sophie Scholl e Hans Scholl - furono ghigliottinati il giorno stesso del verdetto, il 22 febbraio 1943, nella prigione di Stadelheim. Per l'arresto dei fratelli Scholl, ricevette una ricompensa di 3 000 Reichsmark e fu promosso da operaio (Arbeiter) a impiegato (Angestellter). Centinaia di studenti lo acclamarono durante una cerimonia di ringraziamento, organizzata dall'università di Monaco, per aver smantellato con successo la resistenza studentesca, ed egli rispose stando in piedi e facendo il saluto nazista.

### Il dopoguerra
Fu arrestato l'11 maggio 1945, tre giorni dopo la fine della seconda guerra mondiale, dagli statunitensi. Nel corso di un processo, la decima Spruchkammer (tribunale per la denazificazione) di Monaco, presieduta dal giudice Karl Mayer, lo classificò come il principale incriminato nel 1946 e lo condannò a cinque anni in un campo di lavoro. Da allora perse il diritto a ricevere un salario pubblico e il diritto di esercitare cariche pubbliche. Si appellò due volte contro questo verdetto con la motivazione di aver semplicemente fatto il suo dovere: sosteneva che il contenuto dei volantini non gli interessava, ma era vietata la distribuzione di opuscoli all'università. Nel 1951, fu rilasciato dalla custodia e fu ripristinato il suo diritto alla pensione.
Morì il 16 agosto 1964.

## Filmografia
- Der Pedell, di Eberhard Itzenplitz (1971), interpretato da Heinz Schacht.
- Die Weiße Rose, di Michael Verhoeven (1982), interpretato da Axel Scholtz.
- La Rosa Bianca - Sophie Scholl (Sophie Scholl - Die letzten Tage), di Marc Rothemund (2005), interpretato da Wolfgang Pregler.